# Rue de la Corderie
Rue de la Corderie je ulice v Paříži v historické čtvrti Marais. Nachází se ve 3. obvodu.

## Poloha
Ulice vede od křižovatky s Rue de Franche-Comté a končí na křižovatce s Rue Dupetit-Thouars.

## Historie
V ulici se nacházely provaznické dílny, po kterých je ulice pojmenována (Provaznická). Ulice vznikla v roce 1885 spojením části Rue de Picardie (od Rue de Franche-Comté) spolu s Rue de la Petite-Corderie.
Dne 8. března 2007 bylo z křižovatky ulic Rue de la Corderie a Rue Dupetit-Thouars vytvořeno náměstí Place Nathalie-Lemel.

## Zajímavé objekty
- dům č. 14: nejprve zde byla tančírna, od roku 1869 sídlo federace pařížských sekcí První internacionály.
- dům č. 16: v letech 1901–1905 zde bylo sídlo Socialistické strany Francie.